# مالگرات ده مار
مالگرات ده مار (به اسپانیایی: Malgrat de Mar) یک شهرستان در اسپانیا است که در کاتالونیا واقع شده‌است.

## خصوصیات
مالگرات ده مار ۸٫۸۲ کیلومترمربع مساحت و ۱۸٬۵۹۶ نفر جمعیت دارد و ۴ متر بالاتر از سطح دریا واقع شده‌است.